# Zvest Apollonio
Zvest Apollonio, slovenski slikar, * 15. maj 1935, Bertoki, Slovenija, † 25. marec 2009, Bertoki.

## Življenje
Leta 1960 je diplomiral na ljubljanski Akademiji za likovno umetnost (ALU), štiri leta kasneje pa še na slikarski specialki pri prof. Stupici. Do smrti je živel in deloval v Bertokih pri Kopru.
Od leta 1973 do 1989 je bil profesor za grafiko na ALU v Ljubljani. Za svoje delo je prejel preko dvajset nagrad doma in v tujini, tudi nagrado Prešernovega sklada in Jakopičevo nagrado. Sodeloval je na več kot tristo skupinskih razstavah in imel več kot sto osebnih razstav. Ustvarjal je v slikarstvu, grafiki, ilustraciji in oblikovanju.
Leta 2005 je Zvest Apollonio prejel Kocjančičevo nagrado (tudi Nagrada Alojza Kocjančiča), ki jo podeljujejo občine Piran, Izola in Koper za posebne dosežki pri oblikovanju kulturne podobe slovenske Istre.